# بریح
بریح (به عربی: بريح) یک منطقهٔ مسکونی در لبنان است که در شهرستان کسروان واقع شده‌است.